# Klaus Bickert
Klaus Bickert (* 12. März 1967 in Plön) ist ein deutscher Synchronautor.

## Leben
Nach Abschluss der allgemeinen Hochschulreife absolvierte Klaus Bickert zunächst eine firmeninterne Ausbildung zum Synchron-Editor in Berlin. Nach einigen Jahren der Festanstellung machte er sich selbständig und studierte parallel zu seiner freien Tätigkeit als Editor und Autor das Fach Gesellschafts- und Wirtschaftskommunikation an der Hochschule der Künste Berlin. Letztendlich blieb er seiner beruflichen Heimat treu und konzentrierte sich vollends auf die Erstellung deutscher Dialogbücher.
Klaus Bickert zeichnet u. a. für die deutschsprachigen Fassungen von Der Hobbit (Filmtrilogie), About Schmidt, Spider-Man 2, Spider-Man 3, Aviator, Sin City, Batman Begins, The Dark Knight, Charlie und die Schokoladenfabrik, Departed – Unter Feinden, Die Ermordung des Jesse James durch den Feigling Robert Ford, No Country for Old Men, James Bond – Ein Quantum Trost, Max Payne, Sex and the City – Der Film, Das Vermächtnis der Tempelritter, Burn After Reading, Avengers: Infinity War, Avengers: Endgame, Doctor Sleeps Erwachen, Die fantastische Reise des Dr. Dolittle, Birds of Prey: The Emancipation of Harley Quinn und Ruf der Wildnis verantwortlich.

## Auszeichnungen
- 2006: Deutscher Preis für Synchron in der Kategorie Herausragendes Synchrondrehbuch für Charlie und die Schokoladenfabrik
- 2006: Synchron – Zuhörerpreis Die Silhouette in der Kategorie Bestes Dialogbuch Film für Sin City
- 2009: Synchron – Zuhörerpreis Die Silhouette in der Kategorie Bestes Dialogbuch Film für The Dark Knight